# Vinchuca
Triatoma infestans
Espèce
La punaise Triatoma infestans (appelée la vinchuca) est une espèce d’insectes hémiptères piqueurs hématophages d'Amérique du Sud, appartenant à la famille des Reduviidae.
C'est un vecteur majeur de la  trypanosomiase américaine, ou maladie de Chagas.